# Паннонська романська мова
Паннонська романська мова це є вимерла на сьогодні романська мова, якою розмовляло населення Паннонії(сучасна Угорщина на Захід від Дунаю) після падіння Західної Римської Імперії. Після Х сторіччя нашої ери вона в жодних доступних на сьогодні документах не зустрічається.

## Історія
Після остаточного завоювання римлянами Паннонії в перші роки від Різдва Христового, тут, як і по всій Імперії, проходить антична романізація. Цьому процесу сприяли два основні фактори — місцеві кельтські й ілірійські племена порівняно з римлянами знаходилися на нижчому рівні суспільно-економічного розвитку і стратегічне прикордонне розташування провінції сприяло значному притоку римських військових. Згідно оцінки історика Теодора Моммзена, на IV сторіччя нашої ери в Паннонії налічувалося близько 200 000 носіїв романської мови. Але через подальші масовані вторгнення варварів(квади, готи, гуни, лангобарди, тощо), до VI сторіччя нашої ери кількість цих носіїв зменшується до кількох тисяч осіб. У зв'язку з тим, що майже всі міста Паннонії були дуже поруйновані, то вціліле романське населення перебирається до укріплених сіл та селищ на кшталт Кестей.
Існували й інші місця, де населення продовжувало розмовляти паннонською романською мовою після п'ятого сторіччя: це сучасні міста́ Печ, Шопрон, Сомбатхей, Дунауйварош. У цих населених пунктах було знайдено велику кількість християнських реліквій з написами латиною.
Однак, найбільше свідчень про панноно-романське населення ми спостерігаємо на крайньому західному березі озера Пелсо (нині це є озеро носить назву Балатон), де було сформовано спеціальне ремісниче товариство, назване кестейською культурою. Там знаходяться понад 6000 могил та велика кількість ремісничих виробів (деякі з яких зроблені з золота). Ця культура, як стверджує румунський академік Александру Магдяру (у своїй книзі «Românii în opera Notarului Anonim»), збереглася до десятого століття і користувалася паннонською романською мовою. Александру Магдяру також пише, що коли Карл Великий завоював Паннонію в 796 році, він там зустрів романомовних людей з clēricī literātī(грамотними кліриками), які вижили завдяки їхньому ремеслу й протистоянню асиміляції з боку аварської панівної верхівки.
Але носії паннонської романської мови проти потужної мадярської асиміляційної потуги вистояти не змогли, й після Х століття нашої ери їхня мова зникає.

## Мова
За даними румунського мовознавця Роксани Курке, головним джерелом інформації про цю вимерлу паннонську романську мову є багато топонімів в районі озера Балатон та деякі інші антропоніми, гідроніми та етноніми, що походять від культури Кестей. Сама назва Keszthely (вимовляється угорською як «Кестей») дуже нагадує істро-венеційське castei, що означає «замок». І, як вважає лінгвіст Юліус Покорний (у своїй праці «Indogermanisches Etymologisches Worterbuch»), це слово, мабуть, походить з паннонської романської мови. А румунський лінгвіст Александру Россетті вважає, що паннонська романська мова, ймовірно, сприяла створенню 300 основних слів «латинського субстрату» балканських романських мов. Деякі вчені стверджують, що паннонська романська мова не має чітких доказів існування, оскільки письмові джерела майже не збереглися. Проте, за словами Артура Соса, на деяких із 6000 гробниць кестейської культури трапляються слова з простонародної латини. Це стосується, наприклад, золотої шпильки з написом BONOSA.